# Teresa Tort
Teresa Tort (Vilanova i la Geltrú, 1894-1973) va ser una intèrpret catalana de circ i teatre de varietats del primer terç del segle xx.

## Trajectòria
De 80 cm d'alçada, va ser ballarina còmica amb el nom de Teresita. Des del 1910 almenys fins al 1916 va formar part de la Troupe Liliputiense. Després va formar el duo Teresita y Minuto amb el malagueny Pepe (90 cm), amb qui es va casar a Barcelona el 1922.
Teresita y Minuto van tenir èxit constant amb gires arreu del domini català (Igualada, Sallent, Sabadell, València, Alcoi, Alacant, Castelló, Binèfar) i d'Espanya i actuacions davant la família reial (1923), gires pel Nord d'Àfrica (Larraix, Tànger, Ceuta, Melilla i Tetuan, 1923) i per Amèrica del Sud (Brasil, Argentina, Xile, 1925-1926).
A Barcelona van actuar a l'Apolo Palace, el Principal, el Monte-Carlo, el Bohème, el Goya i el Circo Barcelonés. El 1928 i 1929 encara apareixen sovint a la cartellera de Barcelona. Teresa Tort va acabar venent números dels cecs a la Via Laietana, on va ser fotografiada per Eugeni Forcano.